# Matilde Bajer

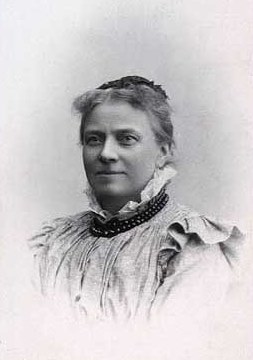
Matilde Bajer, um 1890

Matilde Bajer (geboren als Pauline Mat(h)ilde Theodora Schlüter; * 4. Januar 1840 in Frederikseg, Herlufmagle Sogn, Dänemark; † 4. März 1934 in Kopenhagen) war eine dänische Frauenrechtlerin und Pazifistin. Sie war Mitbegründerin und Vorstandsmitglied von Dansk Kvindesamfund (deutsch Dänische Frauengesellschaft), der Dänischen Friedensvereinigung sowie Dänischen Frauen-Friedensvereinigung und des Frauen-Fortschrittsverbands des Landes.

## Familie
Matilde Bajers war die Tochter des Grundbesitzers Wilhelm Schlüter (1811–1880) und der Pauline Cathrine geb. Gäthgens (1813–1906). Die Eltern stammten aus Hamburg und Holstein und hatten viele Kinder. Sie heiratete am 8. Oktober 1867 den Pfarrerssohn Fredrik Bajer (1837–1922), der 1908 den Friedensnobelpreis erhielt und wurde Mutter der sechs Kinder Alfred (1870), Sigrun Elisabeth (1872), Ragnhild (1874), Tordis (1877), Gunnar (1879) und Frode (1880).

## Leben
Fredrik Bajer war ihr Jugendfreund, mit dem sie sich im Alter von 16 Jahren verlobt hatte. Die Ehe wurde zu den harmonischsten in der Stadt Kopenhagen gezählt. Das Paar teilte die Interessen des anderen und hatte einen ausgeprägten Willen zur gegenseitigen Solidarität. Beide waren bereit für ihr Engagement den hohen finanziellen Preis und jahrzehntelange geschäftliche Risiken zu tragen. Für seine vielfältigen Aktivitäten als Lehrer, Übersetzer, Schriftsteller, Journalist und linker Politiker der Jahre 1872–1895 war ihr engagierte Unterstützung eine wesentliche Voraussetzung. Matilde Bajer war seine Sekretärin und engste Beraterin. Im Bereich der Frauenfrage war sie seine Mentorin, die ihn in jungen Jahren von deren Relevanz überzeugte und seine noch altmodische Sicht auf Frauen veränderte. Der Tod ihres Mannes im Jahr 1922 sah sie als Befreiung für den alten Friedensveteran. Matilde Bajer blieb bis zu ihrem Tod mit 94 Jahren ein lebendiger und engagierter Mensch.
Das Ehepaar Bajer ist auf dem Bispebjerg Kirkegård beigesetzt.

## Wirken
Matilde Bajer gründete 1871 mit Elisabet Ouchterlony, Tagea Johansen und Caroline Testman die Dänischen Frauengesellschaft (Dansk Kvindesamfund, DK) als Zweigstelle der Association Internationale des Femmes (AIF). Sie wurde die erste Vorsitzende, trat aber Ende 1871 zurück, als sie schwanger wurde. Ein weiterer Grund waren Parteilichkeiten nach dem Deutsch-Französischen Krieg. Bajer war bewusst nach allen Richtungen aufgeschlossen und pflegte den persönlichen Kontakt zu Marie Goegg-Pouchoulin, der internationalen Vorsitzenden der AIF, die sie 1884 in Genf besuchte. Für Bajer waren Frauenbefreiung und Friedensfrage zwei eng miteinander verbundene gesellschaftliche Themen. Sie hatte selbst als Kind in den Jahren der deutsch-dänischen Auseinandersetzungen 1848–1851 eine Ausgrenzung als unpatriotische „Deutsche“ erfahren.
Die 1870er Jahre waren für Bajer von Geburten und Kindererziehung geprägt. Als Abgeordneter schlug Fredrik Bajer mehrere Reformvorschläge zum Wohle der Frauen vor. Der Folketing verabschiedete 1880 das sogenannte „bajerische Gesetz“ (Bajerske lov). Verheiratete Frauen erhielten das Recht über das Einkommen aus eigener Erwerbstätigkeit zu verfügen.
In den 1880er Jahren trat Matilde Bajer wieder an der Spitze von Frauenvereinen und in der von ihrem Mann im Jahre 1882 gegründeten Dänischen Friedensvereinigung (Dansk Fredsforening, DF) auf. Sie beteiligte sich auf seinen Agitationsreisen, bei denen sie sowohl von Frauenfrage als auch vom Pazifismus sprach. Beide wurden im hohen Alter zu Ehrenmitgliedern des DF ernannt. Das Ehepaar gehörte zum radikalen Flügel der Opposition innerhalb der Frauengesellschaft DK, die das Verbandsprogramm radikalisierten wollten. Nachdem die Gemäßigten siegreich waren, gründete Matilde Bajer 1885 zusammen mit Elisabet Ouchterlony den Frauen-Fortschrittsverband (Kvindelig Fremskridtsforening, KF). Sie wurde erste Vorsitzende des Verbands, der nur Frauen offen stand. Mit diesem formierte Bajer einen gesellschaftspolitischen Informationsverbund, in dem im Gegensatz zum unpolitischen DK, die Frage der Frauenrechte auf politischer Ebene diskutiert wurden. Der Frauen-Fortschrittsverband trat als Teil der sozialdemokratischen und linksliberalen Opposition zur regierenden Konservativen Partei auf. Sie hatte das Vorstandsamt bis 1889 inne und war bis zur Auflösung 1903/1904 Mitglied des Verwaltungsrats bei mehreren Unterbrechungen. Im Jahr 1886 unterstützte der Verband mit einer Eingabe an den Folketing den Vorschlag von Fredrik Bajer zum kommunalen Frauenwahlrecht.
Matilde Bajer versuchte 1886 bei einem großen Frauenstreik in einer Bekleidungsfabrik für eine Vermittlung zwischen den streitenden Parteien zu sorgen. Ihr Verband hatte die betroffenen Frauen beim Streik unterstützt, was die Mitgliederzahl der berufstätigen Frauen erhöhte. Es gelang ihr zwei Ökonomen als Schlichter zu gewinnen und den Konflikt zu lösen. Ein weiteres wichtiges Anliegen war 1888 die Organisation des ersten Frauentreffens der nordischen Länder in Kopenhagen. Die offiziell angefragte Unterstützung seitens der DK wurde ihr verweigert. Im selben Jahr wurde sie Mitglied der Redaktion der Zeitschrift Hvad vi vil  (Was wir wollen) und schrieb dort besonders zu pazifistischen Themen. Bajer wirkte 1889 bei den Gründungsvorbereitungen der sozial-politischen Schule des KF mit. Die Social-Politiske Skole bot Mitgliedern und Lehrkräften Kurse in Recht, moderner dänischen Geschichte, Ethik und Psychologie anbot. Gemeinsam mit Johanne Meyer beteiligte sie sich am Aufbau eines Oppositionshilfefonds, bei dem beide von 1888 bis 1890 im Vorstand saßen. Zweck war es, männlichen Wählern, die aufgrund unzureichender Einnahmen das Wahlrecht verloren hatten, finanzielle Unterstützung zu gewähren. Wegen Meinungsverschiedenheiten mit Line Luplau schied Bajer 1889 aus dem Vorsitz des Fortschrittsverbands aus. Luplau hatte als Mitglied der KF die Frauenwahlrechtsvereinigung gegründet wurde. Bajer sah das als Konkurrenz zu den Aktivitäten des Verbands an.
Ohne großen Erfolg hatte Bajer, als Vorsitzende des Verbandes, die Friedensfrage als einen der wichtigsten Arbeitsbereiche aufgegriffen. Als der Dänische Frauenrat, später der Nationalrat Dänischer Frauen, 1899 ein großes Friedenstreffen abhielt, sah sie dies als neuen Anstoß an. Sie nahm mit ihrem Ehemann an mehreren Friedens- und Frauenkongressen im Ausland teil. Viele Jahre lang war Bajer die dänische Pazifistin, die im Norden und international das größte Netzwerk Gleichgesinnter aufbaute, beispielsweise mit Lina Morgenstern aus Deutschland, Marie Martin aus Frankreich und Rosika Schwimmer aus Ungarn. Im Jahr 1906 ergriff Bajer die Initiative zur Gründung der Dänischen Frauenfriedensvereinigung (Danske Kvinders Fredsforening, DKF), die von Bertha von Suttner angeregt wurde. Der neue Verein DKF wurde jedoch 1907 durch die Erfolge unter Druck gesetzt, mit denen die dänische Frauen-Verteidigungsvereinigung (Danske Kvinders Forsvarsforening) mit Charlotte Norrie an der Spitze Tausende von Frauen für die dänische Aufrüstung mobilisierte.
Matilde Bajer betrachtete Krieg als Ausdruck von Barbarei und Gegen-Zivilisation. Viele Jahre lang setzte sie sich für die Beilegung internationaler Konflikte durch Schiedsverfahren und Mediation ein, ebenso wie sie glaubte, dass Frauen durch Kindererziehung der Verherrlichung des Militarismus entgegenwirken sollten. Der pazifistische Jugendverband „Pax“ ernannte sie im Gründungsjahr 1914 zum Ehrenmitglied. Bajer arbeitete aktiv für die Nominierung ihres Ehepartners für den Friedensnobelpreis. Hinter seinem Rücken übte sie Druck auf Herman Trier, den Sprecher des Folketings, aus. Als Fredrik Bajer 1908 den geteilten Nobelpreis erhielt, teilte er den Erfolg mit ihr als Dank für ihre Unterstützung und gemäß Beider Motto: „Das Recht für Mann und Frau, sie dient ihm, er dient ihr“ (Ligeret for Mand og Kvinde, Hun tjene ham, Han tjene hende).
Nach der Auflösung des Frauen-Fortschrittsverband wurde Bajer 1904 wieder in der Dänischen Frauengesellschaft DK aktiv, wo sie 1904–1909 stellvertretende Vorsitzende des Kopenhagener Kreises und dann bis 1917 Vorstandsmitglied war. Seit 1905 saß sie im Vorstand der zugehörigen Hausfrauenvereinigung. Zuvor wurde sie auch Mitglied des Beirats von Kvindernes Bygning und war auch im Bereich des Tierschutzes aktiv. Politisch sympathisierte sie nach 1905 mit der radikalen Linken. Der Ausbruch des Ersten Weltkriegs 1914 erschütterte das Vertrauen der Pazifisten in internationale Solidarität und diplomatische Beilegung von Konflikten. Bajer trat der dänischen Frauenfriedenskette bei, einer Vereinigung, die aus dem Internationalen Friedenskongress der Frauen in Den Haag 1915 hervorging und die sich 1919 zur Women’s International League for Peace and Freedom (WILPF, Internationale Frauenliga für Frieden und Freiheit – IFFF) entwickelte.
Matilde Bajer war keine geborene Agitatorin, sondern eine Frau mit dem Mut neues aufzubauen, keine Frau mit persönlichen Ambitionen, bevorzugt eher die hartnäckige Mitarbeiterin als eine ständige Frontfrau. Sie erhielt 1931 die Verdienstmedaille des Landes in Gold (Fortjenstmedaljen).

## Schriften
Als Mathilde Bajer, Übersetzungen:
- Kvindernes Forening i Paris for international Afvæbning. Kopenhagen 1897.
- Arthur Müller: Fredsvenlig Bog for Ungdommen. En Skolebog.  Kopenhagen 1910.